# Kriegsfunksendegenehmigung
Eine Kriegsfunksendegenehmigung (KFSG), auch Kriegsfunkgenehmigung, war während des Zweiten Weltkriegs Voraussetzung, um als Funkamateur in Deutschland legal senden zu dürfen.

## Geschichte
Unmittelbar nach dem deutschen Überfall auf Polen, der den Zweiten Weltkrieg auslöste, wurden sämtliche in Privatbesitz befindlichen Funkgeräte aller Amateurfunkstellen im Deutschen Reich beschlagnahmt und die zuvor erteilten Sendelizenzen für Funkamateure vollständig widerrufen. Neue Sendegenehmigungen konnten ab sofort nur noch durch das Oberkommando der Wehrmacht (OKW) ausgestellt werden.
Zum 16. Mai 1940 wurde Ernst Sachs (1880–1956), ein Generalleutnant a. D. der Nachrichtentruppe des Heeres, neuer Präsident des Deutschen Amateur-Sende- und Empfangsdienstes (DASD), dem Dachverband der Funkamateure im damaligen Deutschland, vergleichbar mit dem heutigen DARC. Sachs hatte im Jahr 1909, also noch vor dem Ersten Weltkrieg, Vorlesungen zur Elektrotechnik und der damals neu aufkommenden Funkentelegrafie bei Professor Adolf Slaby in Berlin gehört. Er war also kein reiner Militär, sondern vom Fach. Im Jahr 1938 war er Mitglied der deutschen Delegation auf der World Radio Communication Conference (WRC) in Kairo. Dort hatte ihn das energische Eintreten der amerikanischen Delegation für die Belange des Amateurfunks sehr beeindruckt.
Sachs hatte die Heeresnachrichtenschule in Halle (Saale) aufgebaut und war im Rang eines Generalleutnants inzwischen aus dem Dienst geschieden. Nun wurde er Chef des Fernmeldewesens beim Reichsministerium des Innern und erhielt in dieser Funktion den neuen Rang eines SS-Gruppenführers. Nur wenig später, zum 16. Mai 1940, wurde er vom Reichsministerium für Volksaufklärung und Propaganda als neuer Präsident des DASD eingesetzt und war nun auch für den Amateurfunk im gesamten Reichsgebiet verantwortlich. Einige Zeit später, am 21. Juni 1943, wurde er zum SS-Obergruppenführer und General der Waffen-SS befördert, ein Rang, der ihm nach dem Krieg Internierung und Arbeitslager einbrachte.
Im Jahr 1940 jedoch nahm man innerhalb des DASD und bei den deutschen Funkamateuren erfreut zur Kenntnis, wie sich die Dinge mit dem neuen Fachmann an der Spitze positiv im Sinne des Amateurfunks veränderten. Funkamateure wurden nicht länger als „Störenfriede“ angesehen oder für potenziell gefährlich gehalten, sondern als begeisterungsfähige und qualifizierte Experten anerkannt. Der neue Präsident sorgte für die Aus- und Weiterbildung der Funkamateure. In der Folge wurden mehr als tausend ausgebildet und immerhin mehr als hundert erhielten offizielle Kriegsfunksendegenehmigungen.
Alle erteilten Lizenzen waren gebührenfrei. Die Inhaber waren sogar von der ansonsten üblichen Rundfunkempfangsgebühr befreit. Ferner waren die Lizenzinhaber berechtigt, ihren Amateurfunksender auch außerhalb des ständigen Wohnorts zu betreiben. Selbst QSL-Karten konnten während des Krieges untereinander und mit ungarischen und slowakischen Funkamateuren ausgetauscht werden. Sogar ein spärlicher Nachrichtenaustausch mit japanischen Funkamateuren gelang.